# Liponematidae
Liponematidae (Hertwig, 1882) è una famiglia di celenterati antozoi dell'ordine Actiniaria nella superfamiglia Actinioidea..

## Descrizione
La famiglia Liponematidae è caratterizzata dalle specificità dei suoi tentacoli: ognuno dei molti tentacoli ha uno sfintere alla base, che consente al tentacolo di fare una autotomia. C'è più di un tentacolo per exocele ma solo uno per endocele. Sebbene i membri della famiglia assomiglino al genere Bolocera (famiglia Actiniidae) per l'anatomia generale e la struttura degli cnidomi, la disposizione dei tentacoli è stata considerata sufficiente per garantire una distinzione a livello familiare.

## Distribuzione e habitat
Le specie appartenenti alla famiglia Liponematidae sono ampiamente distribuite in tutti mari del mondo, sia nell'emisfero australe che in quello boreale, a profondità comprese tra 1 e 168 m.

## Tassonomia
Secondo il World Register of Marine Species (WORMS), la famiglia è composta da due generi:
- Aulorchis  Hertwig, 1888
- Liponema  Hertwig, 1882